# Hèril
Hèril (en llatí Herillus, en grec antic Ἥριλλος) va ser un filòsof estoic romà nascut a Cartago, deixeble de Zenó de Cítion.
No es va limitar en les seves opinions a seguir literalment al mestre, sinó que algunes de les seves doctrines diferien (i s'oposaven) a les de Zenó. Per ell el bé principal era el coneixement ἐπιστήμη. Aquest concepte va ser atacat fins i tot per Ciceró, que diu que les seves idees eren jamdiu fracta etecxtincta (fa molt de temps rebutjades i acabades) i també per Cleantes.
Va escriure alguns llibres, que segons Diògenes Laerci eren curts però amb molta força: Περὶ ἀσκήσεως, Περὶ παθῶν, Περὶ ὑπολήψεως, Νομοθέτης, Μαιευτικός, Ἀντιφέμων διδάσκαλος, Διασκενάζων, Εὐθύνων, Ἑρμῆς, Μήδεια, Διαλογοι, i Θέσεις ἠθικαί.